# Cumulus fractus
I Cumulus fractus (conosciuti anche come fractocumuli) sono piccoli brandelli di nube poste ad altitudini basse (entro i 2000 metri). Possono comparire sia nelle giornate assolate (spesso associate ad altri Cumuli), sotto la base di una cella temporalesca o sotto estese coperture nuvolose stratiformi.